# 예카테리나 클리모바
예카테리나 클리모바(러시아어: Екатери́на Кли́мова, 영어: Ekaterina Klimova, 1978년 1월 24일 ~ )는 러시아의 배우이다.

## 출연 작품
- 해피 뉴 이어, 엄마! (2012)
- 우린 미래에서 왔어요 (2008)